# Final da Copa Libertadores da América de 2010
A Final da Copa Libertadores da América de 2010 foi a decisão da 51ª edição da Copa Libertadores da América. Foi disputada entre o Internacional, do Brasil, e o Chivas Guadalajara, do México. Foram dois jogos, o primeiro realizou-se no Estádio Omnilife, em Zapopan, no México, e o segundo no Estádio Beira-Rio, em Porto Alegre, no Brasil.

## Transmissão

### No Brasil
No Brasil, os jogos foram transmitidos pelo canal de televisão aberta Rede Globo e pelos canais de televisão à cabo SporTV e BandSports.

### Outros países
As partidas foram transmitidas pela Fox Sports para toda a América Latina e para os Estados Unidos. E, além disso, mais de cem países em todo o planeta assistiram as partidas da grande final da Copa Libertadores 2010.

## Caminho até a final
Os finalistas classificaram-se diretamente para a segunda fase do torneio, a fase de grupos, sem necessidade de passar pela primeira, também conhecida como "pré-Libertadores", no Brasil ou "play - offs de la Copa", como é mais conhecida na América Latina.